# Condado de Alexander (Carolina do Norte)
O Condado de Alexander é um dos 100 condados do estado americano da Carolina do Norte. A sede do condado é Taylorsville, e sua maior cidade é Taylorsville. O condado possui uma área de 682 km² (dos quais 8 km² estão cobertos por água), uma população de 33 603 habitantes, e uma densidade populacional de 50 hab/km² (segundo o censo nacional de 2000). O condado foi fundado em 1847.